# Dirk Schulte

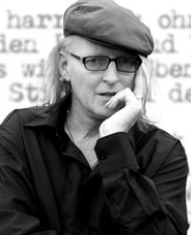
Dirk Schulte

Dirk Schulte (* 9. Dezember 1955 in Arnsberg) ist ein deutscher Liedermacher, Musiker, Lyriker und Bildender Künstler.

## Biografie
Dirk Schulte gründete 1971 seine erste Rock-Band und begann eine Buchhändlerausbildung, die er 1974 abschloss. 1976 arbeitete er ein Jahr lang als Straßenmusiker in Köln und siedelte dann nach Aachen über.
In den Jahren 1978/79 gründete er die Rock-Bands Trial, Dr. Caligari-Band und die Land-Art-Band Der Verdacht, in der er bis 1991 aktiv war. Nach einer Stimmausbildung in der Musikakademie Eupen-Bütgenbach und einem Eleven-Engagement am Stadttheater Aachen in den Jahren 1978/79 sang er von 1981 bis 1993 als Frontmann der Aachener Rockformation Sport im Westen.
Parallel dazu rief Schulte das Rock-Chanson und Poesieprojekt Moskito ins Leben, mit dem er ab 1981 unterwegs war.
1989 leitete er die Rockabteilung der freien Aachener Musikschule Music Loft.
Dirk Schulte arbeitet heute als Liedermacher, Komponist, Texter, Lyriker und als Privatdozent in den Bereichen Gesang, Stimmbildung und Bühnenperformance, sowie an Konzeptionen und Durchführung zahlreicher medienpädagogischer Projekte mit Jugendlichen und Erwachsenen und an Fortbildungen für Fachpersonal aus dem Bereich Pädagogik und Sozialarbeit.
In Ausstellungen zur Bildenden Kunst zeigte er u. Assemblagen, Installationen und Holzarbeiten. Er stellte aus im Inland u. a. in Aachen, Berlin, Köln, Hannover, München, und Düsseldorf sowie im Ausland u. a. in Italien, Frankreich, Belgien und den Niederlanden.
Dirk Schulte ist Mitglied im Bundesverband Bildender Künstlerinnen und Künstler, BBK Aachen/Euregio e. V., in dem er einige Jahre als Vorstandsmitglied aktiv mitarbeitete.

## Werke
- Expresso, Gedichte, Verlag Neonsterne, 1989, ISBN 3-86798-033-1
- Kalte Fritten oder die Unverkäuflichkeit von Gedichten. mit Fotografien von Ute Haupts, Verlag Vlinder op 't S, 1991. ISBN 3-88687-056-1
- Expresso. Musik & Poesie. Verlag Neonsterne, 1991.
- Kraft unter unseren Schwingen. Lyrik, mit Fotografien von Agnes Bläsen-Jansen. Herzogenrath, 2007. ISBN 978-3-00-023170-4
- Die Spur der Flügel, Lyrik, mit Fotografien von Agnes Bläsen, Verlag Terra Allegra Press, 2010, ISBN 978-3-00-031775-0
- Der Abend des Lichtspielers, Gedichte, Edition Kauz & Kauz, 2015,
- Kurze Gespräche im Winterwäldern, Fotografien und Gedichte, Edition Kauz & Kauz, 2015

## Diskographie
- 1985: Moskito – Und wieder blüht der Holunder, Semper Idem Records
- 1991: Triyana: City Light Meditation, Impromedia Records
- 1994: Schlachtfeld Liebe, Luxaries Records
- 1994: Ornament & Crime Arkhestra, AMF-Records, Aufnahme des Westdeutschen Rundfunks (WDR)
- 2002: Gebete der Nacht
- 2005: Wolken zählen, BONGO Music
- 2005: Späte Gäste, BONGO Music
- 2005: Dreizehn Häutungen, Luxaries Records
- 2006: Liebe Zeit, Luxaries Records
- 2008: Freibeuterherzen, Terra Allegra Audition